# South United Free Church (Crieff)

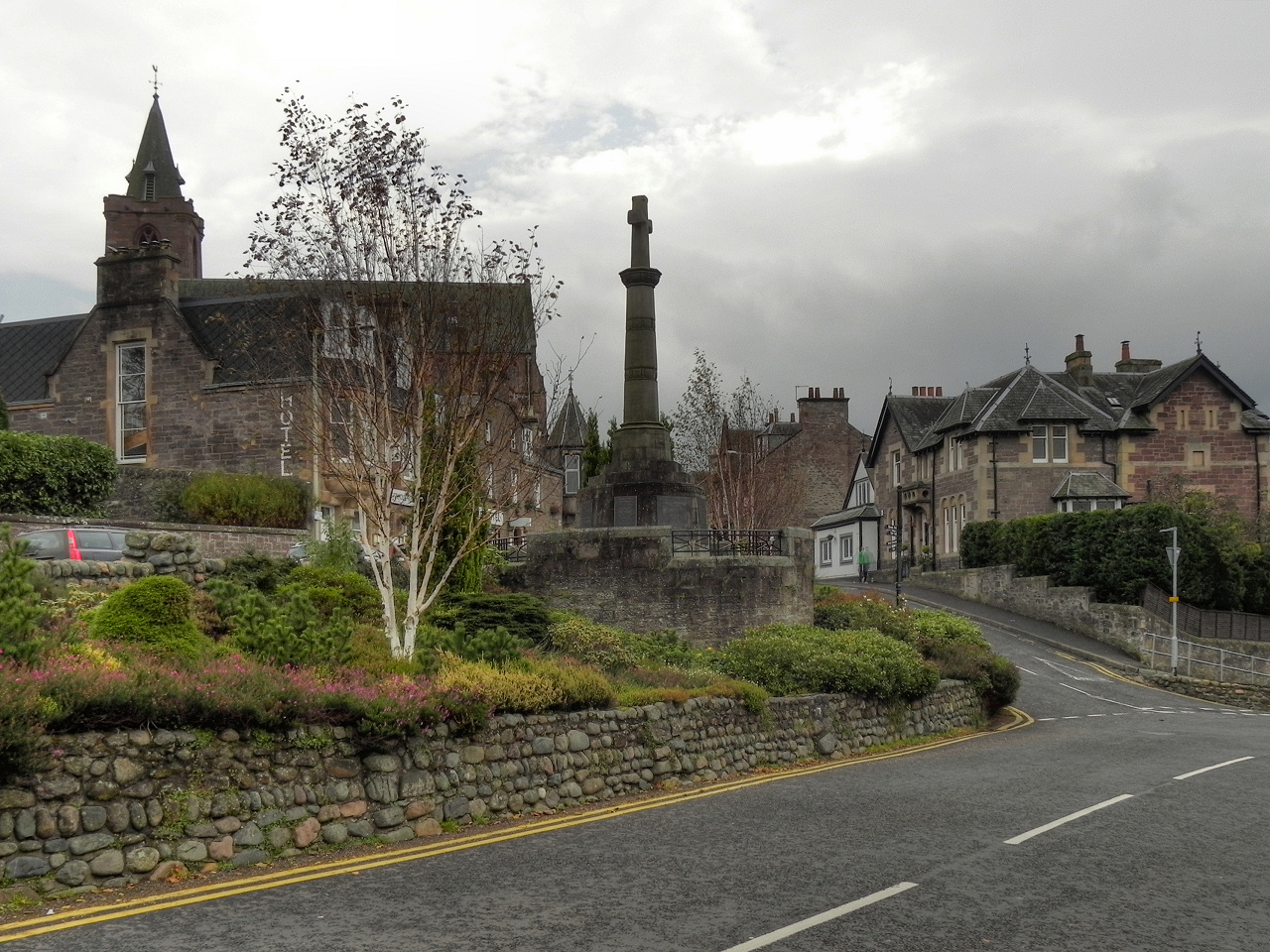
South United Free Church

Die South United Free Church ist ein profaniertes Kirchengebäude in der schottischen Ortschaft Crieff in der Council Area Perth and Kinross. 1971 wurde das Bauwerk in die schottischen Denkmallisten in der höchsten Denkmalkategorie A aufgenommen.

## Geschichte
Seit 1876 betrieb die Free Church of Scotland eine Mission in Crieff. Die South United Free Church wurde im Jahre 1882 fertiggestellt um am 27. August des Jahres eröffnet. Für den Entwurf zeichnet der schottische Architekt John James Stevenson verantwortlich. Die Baukosten betrugen rund 5000 £. Mit der Verschmelzung der Kirchenorganisationen wurde sie als South and Monzievaird Church der Church of Scotland weitergenutzt. Ein 1926 installiertes Bleiglasfenster gestaltete Douglas Strachan. Mit einer kleineren Überarbeitung wurde Robert Lorimer 1929 betraut. 1964 wurde die Kirche geschlossen und das Gebäude profaniert. Es wurde von einem Antikhändler und als Kunstzentrum weitergenutzt.

## Beschreibung
Die South United Free Church steht an der Einmündung der Coldwells Road in die Comrie Street (A85) im Zentrum von Crieff. Das neogotische Gebäude ist in einen Hang gebaut. Sein rötliches Mauerwerk ist bossiert. Entlang der Flanke der vier Achsen weiten Basilika sind zu Vierlingen gekuppelte Lanzettfenster in spitzbogigen Aussparungen angeordnet. Im Obergaden finden sich hingegen zwei Maßwerke je Achse. Das spitzbogige Eingangsportal mit tiefer Archivolte an der linken Seite ist durch Strebepfeiler flankiert. Der Glockenturm an der Südostseite ist mit Lanzettfenster ausgestaltet. Schlichte Gurtgesimse gliedern seine Fassaden horizontal. Der Turm schließt mit einer pseudo-Zinnenbewehrung mit angedeuteten auskragenden Ecktourellen. Darauf sitzt der spitze Helm mit oktogonalem Grundriss.